# Wambolt von Umstadt

Wappen der Wambolt von Umstadt

Wambolt von Umstadt (auch Wambold von Umstadt oder Wambold von Umstatt) ist der Name eines alten rheinisch-hessischen Adelsgeschlechts. Die Herren von Wambolt gehörten zum Uradel im Niddagau. Zweige der Familie bestehen bis heute. Die Familie gehörte seit dem Stiftungsjahr 1532 zur heute noch bestehenden Althessischen Ritterschaft.

## Geschichte

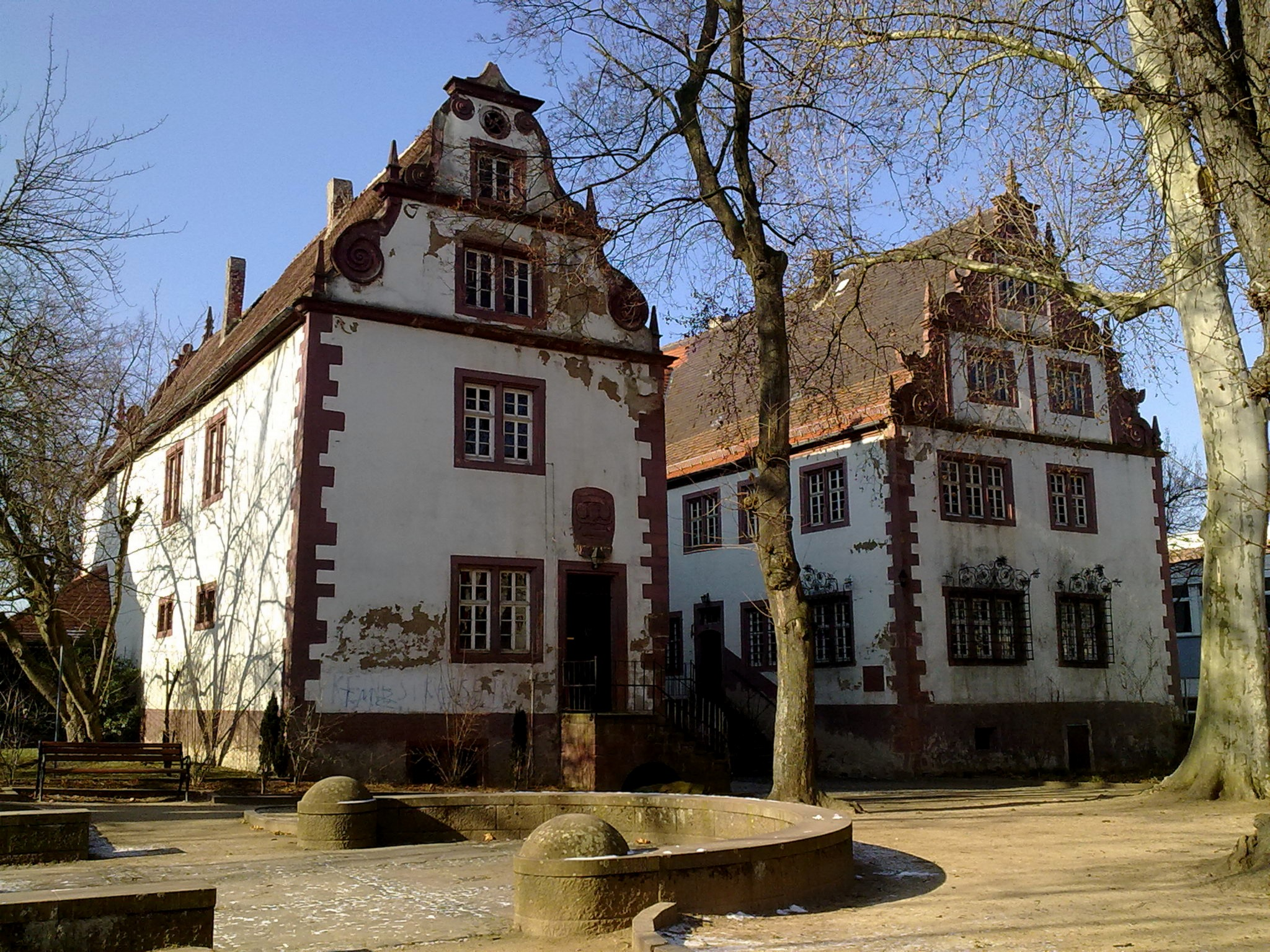
Wambolt’sches Schloss Stammsitz des Geschlechts in Groß-Umstadt

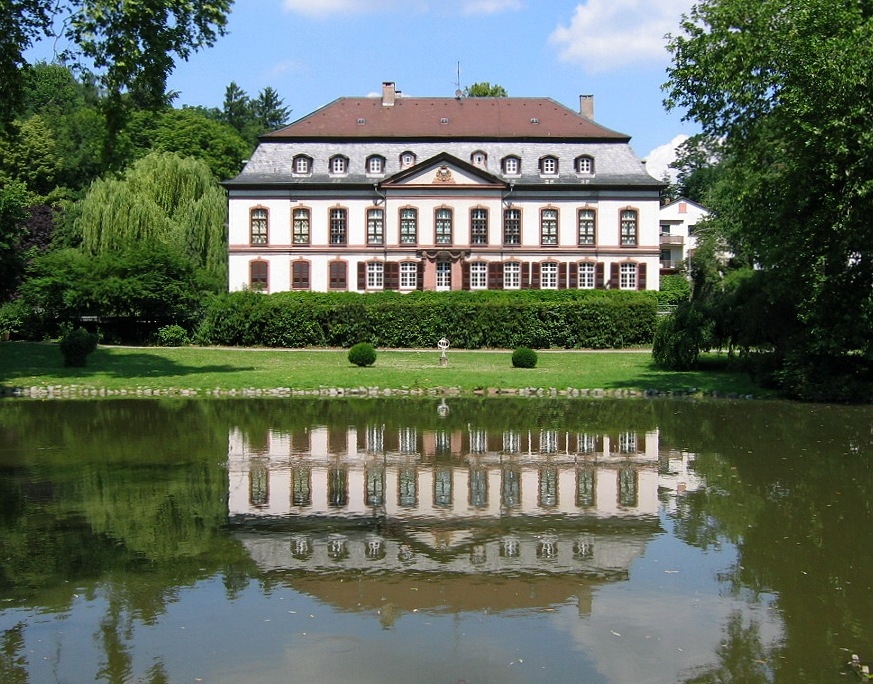
Schloss Birkenau, errichtet 1765 bis 1779 und noch heute im Besitz der Familie

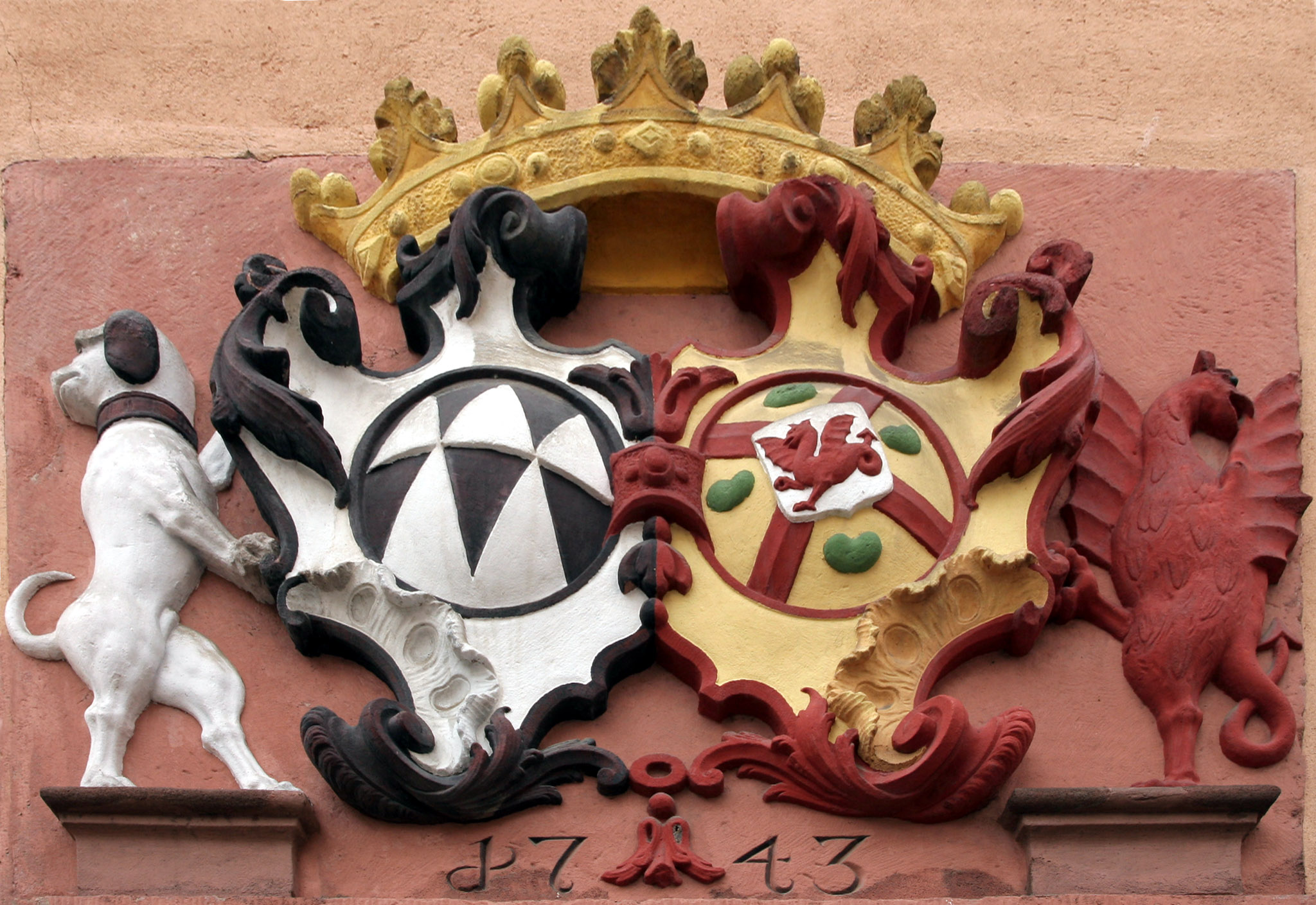
Allianzwappen der Familien Wambolt von Umstadt und Kesselstatt am Wambolter Hof in Bensheim

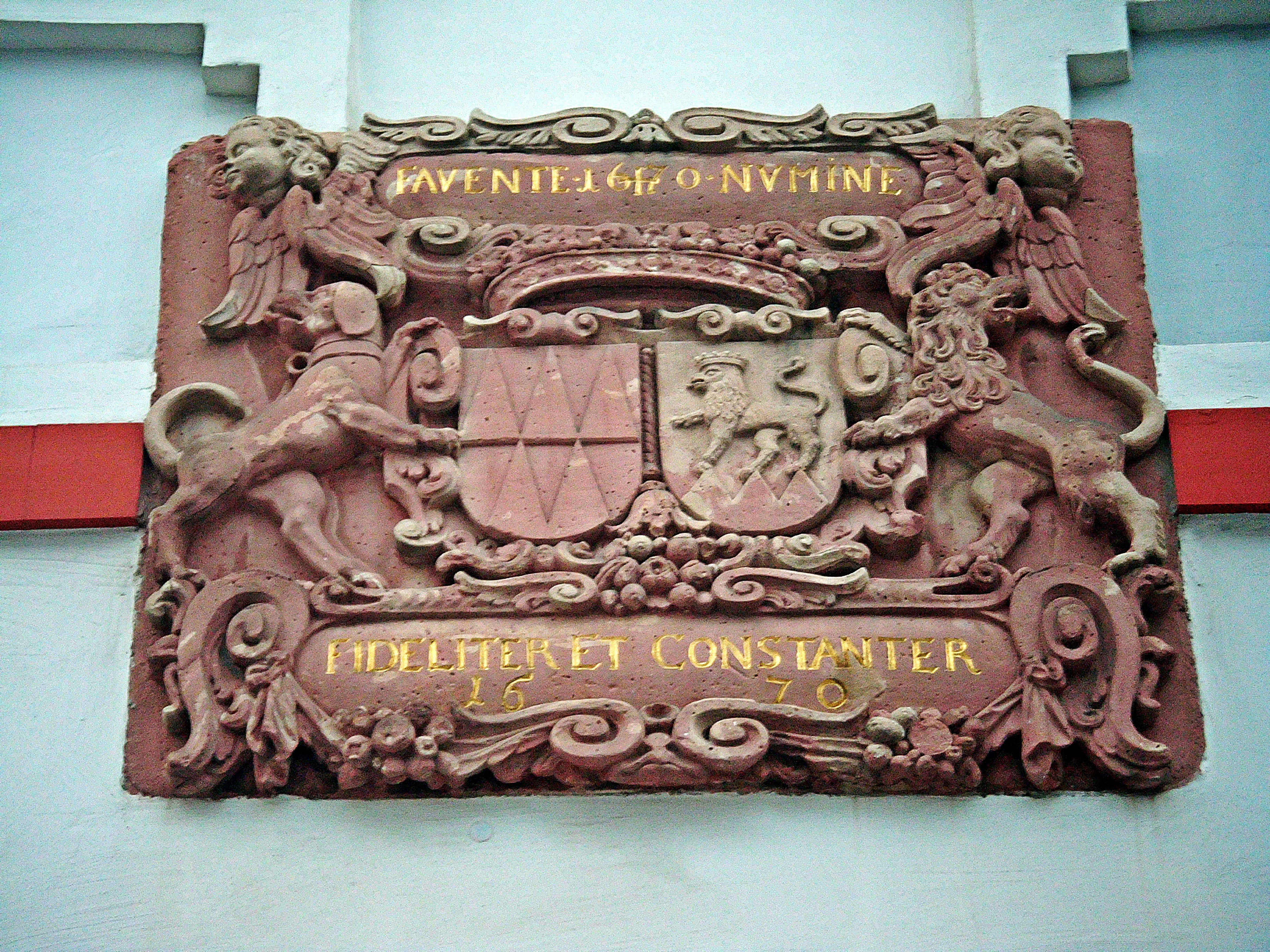
Allianz-Wappenstein Wambold von Umstadt und von Schönborn (1670), am Wambolder Hof, Worms

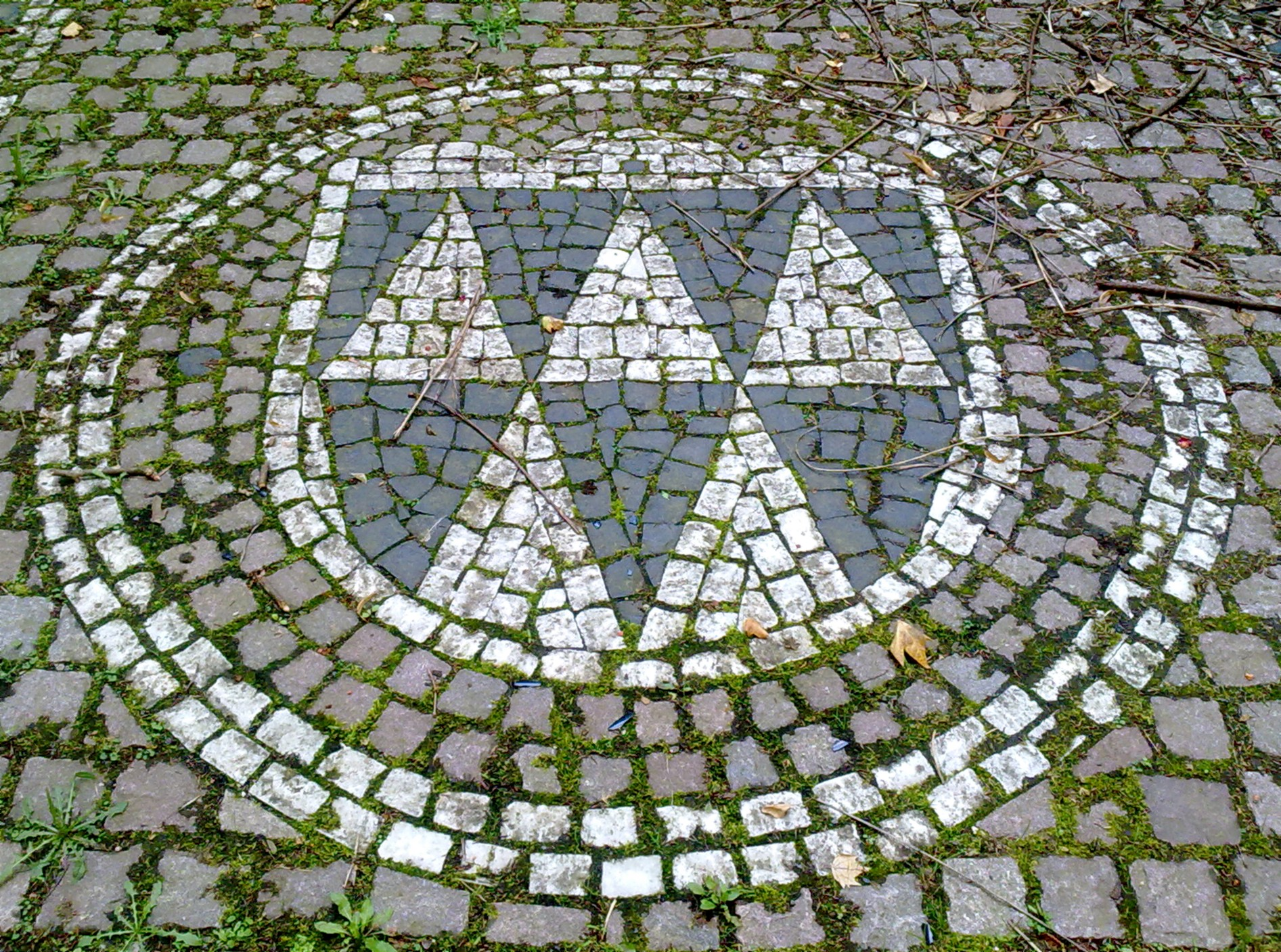
Wambolt’sches Wappen im Innenhof des Wambolt’schen Schlosses in Groß-Umstadt

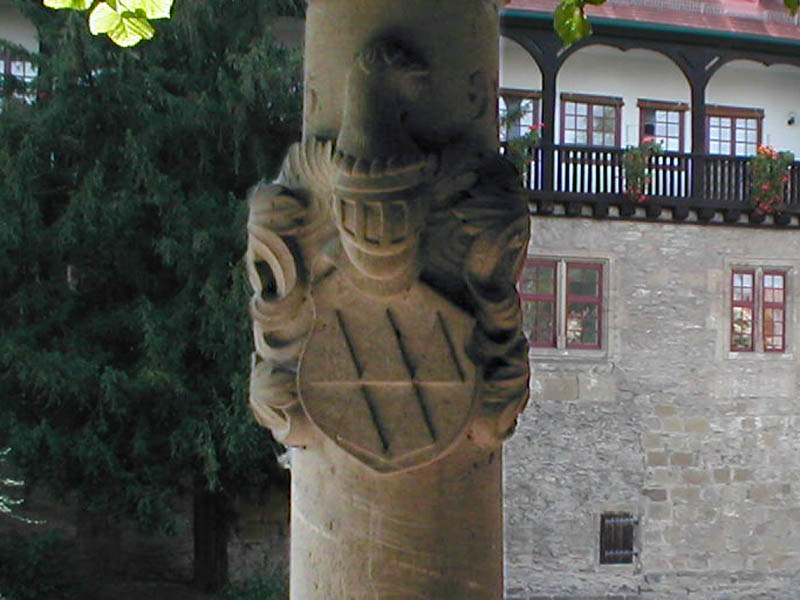
Wappen der Wambolt von Umstadt in der Lindenanlage in Neuenstadt am Kocher

### Herkunft
Eine erste zuordenbare Namensnennung erfolgte bereits 838 im Lorscher Codex, als ein Wambalt dem Kloster Lorsch Besitz in Durchila (Dortelweil) und Leoderbach (Liederbach – nicht geklärt ob Unterliederbach oder Oberliederbach) im Niddagau schenkte.
Das Geschlecht erscheint im Jahre 1243 mit dem Conradus Waenbolt in einer Urkunde. Er wird 1252 als Burgmann (castrensis) Conrad gen Reis von Brueberc (Burg Breuberg) erwähnt. Von ihm (auch Conrad I. genannt) und seinem dritten Sohn Rudolf (1272 und 1279 urkundlich belegt), stammen alle späteren Wambolte von Umstadt ab. Ein Conrad Wambolt war 1332 Komtur des Johanniterhauses in Wizzele. Ab 1306 nannten sie sich Wambolt von Umstadt. Umstadt, ihren Stammsitz, erhielten sie als Mannlehn von den Kondominatsherren, dem Kloster Fulda, den Pfalzgrafen bzw. den hessischen Landgrafen.
Ein Hans Wambolt zu Omstatt der Alte urkundet 1457. Philip Wambolt von Umstadt resignierte als Domherr zu Mainz und heiratete Margarethe von Dürn, um das Aussterben seines Geschlechts zu verhindern. Er starb als kurpfälzischer Rat, Oberhofmeister und Statthalter von Amberg 1536. Sein Sohn Wolf zu Weinheim (* 1513; † 1578) wurde kurpfälzischer Geheimrat, Hofmeister und Amtmann zu Meisenheim.
Philipp III. Wambolt von Umstadt ließ dann ab 1600 ein neues Stammschloss in Groß-Umstadt errichten, da der Alte Wamboltsche Hof in Umstadt nicht mehr repräsentativ genug war.

### Besitzungen
Die Herren Wambolt von Umstadt gehörten zur Reichsritterschaft im Ritterkanton Odenwald des Fränkischen Ritterkreises. Wegen des Teilbesitzes (zwei Drittel) von Partenheim und Weitersweiler waren sie auch im Ritterkanton Oberrhein des Rheinischen Ritterkreises immatrikuliert. Das Amt Birkenau hielten sie seit 1721 als Mainzer Lehen. Im Bereich Umstadt besaßen sie den Alten Wamboltschen Hof (heute Heddersdorf’scher Adelshof genannt), das Wambolt’sche Schloss und Lehen in der Herrschaft Umstadt.
Sie hatten im Frühmittelalter Streubesitz im Niddagau, der Wetterau und im Wildbann Dreieich. 
Im Gebiet ihrer späteren Namensgebung „Umstadt“ waren das z. B. Waldbesitz in Klein-Umstadt, Güter in Hergershausen, Grund und Bodenbesitz in Babenhausen und Sickenhofen, die Untergerichtsbarkeit und das sogenannte Kanneln-Gut in Lengfeld, das Wambold’sche Hofgut in Ober-Klingen, zinspflichtigen Besitz und einen Erbleihhof in Richen, Lehen der Kurpfalz in Heubach, ein Burgmannenhaus und ein Hofgut mit über 100 Morgen Land in Kleestadt, bis zu sechs Höfe im Grundbesitz und nach den Gans von Otzberg später das kurpfälzische Landsiedelgericht in Wiebelsbach, dasselbe in Groß-Zimmern erst von den Katzenelnbogenern, später vom Hause Hessen-Darmstadt, dazu eine Mühle zu Lehen, im Ort Raibach die Vogtei nach fuldischem Recht schon seit 1306, in Habitzheim hatten sie ebenso Grundbesitz, wie eine Mühle im 1504 in der Bayrischen Fehde untergegangenen Weiler Huppelnheim. Seit dem Kondominat Umstadts waren sie schon seit dem 13. Jahrhundert mit der Vogtei und dem ganzen Dorf Wächtersbach durch verschiedene Kondominatsherren belehnt. Das Dorf ging ebenfalls 1504 komplett unter. 
Abgespaltene Familienzweige der Zeisisch von Otzberg, Wambolt von Hetschbach und wahrscheinlich auch der Schelle von Umstadt und Schelle von Amorbach hatten Streubesitz um Hetschbach und Otzberg im Odenwald. Im 19. Jahrhundert war Hetschbach Vogteiort der Wambolt und ist heute noch Sitz des Wambolt’schen Rent- und Forstamtes. 1495 besaßen sie wie die Kurpfälzer Kondominatsherren ein Viertel des Weinzehnten. Als einzigen Stadtadeligen war es ihnen gestattet, an Markttagen selber Wein auszuschenken. Um das sogenannte Wamboltsche Schlösschen, das eigentlich ein Rest eines römischen Gutshofes war, befand sich Wamboldscher Waldbesitz von mehr als 14 ha, der heute im Besitz der Kurhessischen Hausstiftung ist.
Vor 1711 besaß die Familie kurzzeitig das nordbrandenburgische Walsleben. Diesen Besitz veräußerte der spätere Kanzler der Neumärkischen Regierung zu Küstrin, Christoph Wambolt von Umstadt, wieder. Er war der Sohn des Landeshauptmann zu Cottbus und Peitz, Friedrich Wilhelm (Philipp) Wambolt von Umstadt.
Es gelang der Adelsfamilie aber nie, einen zusammengehörigen Besitz zu erwerben. Erst 1721 mit der Herrschaft über das Amt Birkenau kam sie in den Grundbesitz eines größeren zusammenhängenden Gebietes.
1733 erhielten die Wambolts den Hof des Trierer Kurstaates in Partenheim als Lehen. Ihr Wappen findet sich auch im Ortswappen von Partenheim wieder: dieses als Doppelwappen der Wambolte und der Wallbrunner.
Um das Jahr 1732/33 wurde der Wambolter Hof in Bensheim durch Franz Philipp Caspar Freiherr Wambolt von Umstadt in barockem Stil errichtet. Das Gebäude wurde 1919 verkauft.

### Standeserhebungen
Einer der bedeutendsten Vertreter der Familie war Anselm Casimir Wambolt von Umstadt (* 1579), Sohn von Eberhard Wambolt von Umstadt (* 1546; † 1601), Reichshofrat und Beisitzer am Reichskammergericht und Anna von Reiffenberg († 1583). Er war von 1629 bis zu seinem Tod 1647 Kurfürst und Erzbischof von Mainz. Friedrich Wambolt von Umstadt, kurmainzischer oberster Hofkriegsrat, wurde am 6. Mai 1664 zu Wien von Kaiser Leopold I. in den Reichsfreiherrenstand erhoben.
Im Königreich Bayern wurden 1816 vier Brüder bei der Freiherrenklasse der Adelsmatrikel eingetragen. Der älteste, Franz Christoph Johann Wambolt von Umstadt, war Dechant des Domstifts zu Worms und Kapitular des Erzstifts Mainz und des Ritterstifts von St. Alban. Der zweitälteste, Philip Hugo Wambolt von Umstadt, war Kämmerer und Oberst-Silberkämmerer des Großherzogs von Frankfurt.
Philip Wambolt von Umstadt, Herr auf Birkenau, großherzoglich-hessischer Kammerherr, wurde 1856 in die Althessische Ritterschaft aufgenommen.

## Wappen
Das Stammwappen ist von Schwarz und Silber geteilt. Darin drei aneinanderhängende, an den Rändern anstoßende Wecken in verwechselter Tinktur. Auf dem Helm ein silberner Brackenrumpf mit schwarzen Ohren und goldenen Halsband. Die Helmdecken sind schwarz-silbern.
Die Farben schwarz und weiß verweisen darauf, dass sie eine fuldische Ministerialenfamilie waren.
Der Wambolt’sche Wahl- oder Wappenspruch lautete: Recht Thun Waret Lang (Recht tun währet lang), wie er zum Beispiel in der Wappentafel über dem Südportal des Wambolt’schen Schlosses in Groß-Umstadt eingetragen ist.

## Namensträger
- Anselm Casimir Wambolt von Umstadt (* 1579; † 1647), Kurfürst und Erzbischof von Mainz (1629–1647)
- Eberhard Wambolt von Umstadt (* 1546; † 1609) war von 1573 bis 1587 Beisitzer am Reichskammergericht in Speyer, ab 1578 kurpfälzischer Rat unter Pfalzgraf Ludwig VI. und ab 1588 Reichshofrat.